# Odense Bulldogs
Odense Bulldogs – duński klub hokeja na lodzie z siedzibą w Odense.

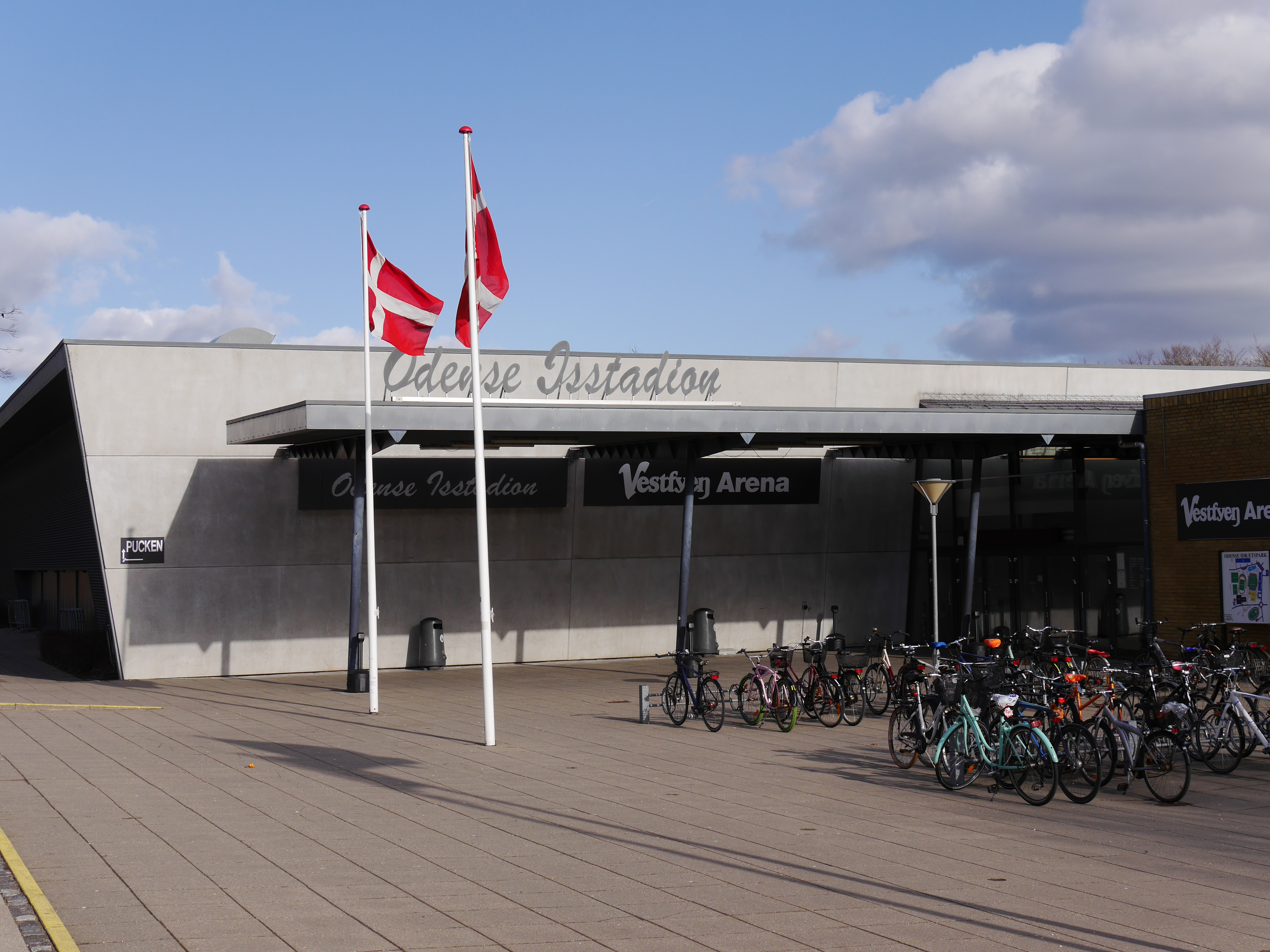
Lodowisko klubu

## Sukcesy
- Srebrny medal mistrzostw Danii: 2002, 2003, 2012
- Brązowy medal mistrzostw Danii: 2004, 2022
- Puchar Danii: 2003, 2006, 2009, 2016
- Finał Pucharu Danii: 2007, 2008
- Trzecie miejsce w Pucharze Kontynentalnym: 2017

## Zawodnicy
Zastrzeżone numery
- 7 – Lars Oxholm
- 26 – Michael Eskesen